# Harvest (nummer van Neil Young)
Harvest is een lied dat werd geschreven door Neil Young. Hij bracht het in 1972 uit op zijn gelijknamige album dat een half jaar lang in Veronica's LP Top 20 stond. Het nummer staat sinds 2005 in de Top 2000 van NPO Radio 2 genoteerd.

## Inhoud
De stijl kan vooral tot de countrymuziek worden gerekend en in mindere mate tot de folk. Het ligt niettemin tegen de klassieke stijl aan van Young. Het nummer gaat over een meisje dat problemen heeft en een man die om haar geeft. Verder wordt niet echt duidelijk waarover het nummer precies gaat. Songteksten die voor meerdere uitleg vatbaar zijn, zijn kenmerkend voor Young, waardoor er voor veel luisteraars een eigen invulling mogelijk is.

## Covers
De Amerikaanse punkband J Church bracht het nummer in 2000 uit op een single. Verder verschenen er covers op albums van verschillende artiesten, waaronder meermaals op tribute-albums. Die andere covers kwamen van onder meer Jeff Healey (Borrowed tunes - A tribute to Neil Young, 1994), The String Quartet (Rusted moon - Tribute to Neil Young, 2002), Jon Dee Graham (The great battle, 2004), Rufus Wainwright & Chris Stills (Sounds eclectic - The covers project, 2007), Jeremy Fisher (Borrowed tunes II - A tribute to Neil Young, 2007) en Blitzen Trapper (Live harvest, 2015).

## NPO Radio 2 Top 2000
Het nummer stond tussen 2005 en 2023 genoteerd in de Top 2000 van NPO Radio 2.

| Nummer met noteringen in de NPO Radio 2 Top 2000 | '05 | '06 | '07 | '08 | '09 | '10 | '11 | '12 | '13 | '14 | '15  | '16  | '17  | '18  | '19  | '20  | '21  | '22  | '23  |
| ------------------------------------------------ | --- | --- | --- | --- | --- | --- | --- | --- | --- | --- | ---- | ---- | ---- | ---- | ---- | ---- | ---- | ---- | ---- |
| Harvest                                          | 751 | 538 | 641 | 917 | 524 | 483 | 673 | 660 | 655 | 858 | 1015 | 1035 | 1083 | 1170 | 1436 | 1555 | 1696 | 1883 | 1997 |

1. ↑  Een vetgedrukt getal geeft de hoogste notering aan.
2. ↑  2005 was het eerste jaar met een notering voor dit nummer.
3. ↑  Deze tabel is bijgewerkt tot en met de laatste editie (2024).